# Freila
Freila er en by og kommune i det sydøstlige Spanien i provinsen Granada. Den har et indbyggertal på 922 (2024) indbyggere.